# Steffi Kuhn
Steffi Kuhn (* 12. Mai 1996 in Dippoldiswalde) ist eine deutsche Volleyballspielerin.

## Karriere
Steffi Kuhn begann mit dem Volleyball beim heimischen TuS Dippoldiswalde. Die Außenangreiferin besuchte viele Jahre das Volleyballinternat in Dresden und war auch Kapitänin der Jugend- und Juniorinnen-Nationalmannschaft Deutschlands, mit der sie bei der U18-Europameisterschaft 2013 in Serbien Platz sieben erreichte. Zur Saison 2013/14 stieg Steffi Kuhn in die Erstliga-Mannschaft vom Dresdner SC auf. Zuvor war sie schon beim VCO Dresden in der 2. Bundesliga Süd aktiv. Zudem durfte sie mittels eines Zweitspielrechts für den VC Olympia Dresden Spiele bestreiten. Mit den Dresdner SC konnte sie ihrer ersten Saison gleich den deutschen Meistertitel gewinnen. In den drei Finalspielen gegen die Roten Raben Vilsbiburg kam sie jeweils zum Einsatz. In der darauffolgenden Saison gehörte sie wieder sowohl zum Erstliga-Kader des Dresdner SC als auch zum Kader des VC Olympia Dresden. Mit dem Dresdner SC konnte Steffi Kuhn die deutsche Meisterschaft verteidigen, auch wenn sie in den Final-Spielen gegen Allianz MTV Stuttgart nicht eingesetzt wurde.
Nach der Saison wechselte sie in die 2. Bundesliga Süd zum VV Grimma, wo sie zwei Spielzeiten aktiv war. In der Saison 2017/18 konzentrierte sie sich auf ihre Ausbildung zur Physiotherapeutin und spielte in der Sachsenliga beim SV Lok Engelsdorf. Nachdem sie ihre Ausbildung erfolgreich abgeschlossen hatte, schloss sie sich zur Saison 2018/19 dem Bundesligisten VfB Suhl Lotto Thüringen an. Mit der Suhler Mannschaft verpasste sie den Einzug in die Playoff-Runde. Nach nur einer Saison kehrte sie wieder nach Grimma zurück. In Folge der COVID-19-Pandemie wurde die Spielzeit 2019/20 abgebrochen. Zum Zeitpunkt des Abbruchs stand Steffi Kuhn gemeinsam mit der Grimmaer Mannschaft auf den ersten Tabellenplatz. Nach der Saison verließ sie den VV Grimma aus privaten und beruflichen Gründen. Seit der Saison 2022/23 spielt sie bei den L.E. Volleys in Leipzig in der Regionalliga Ost.

## Berufliches
Steffi Kuhn arbeitet heute als Physiotherapeutin in einer Leipziger Praxis und seit 2021 auch beim Männer-Zweitligisten GSVE Delitzsch.